# Ross Katz
Ross Katz (Filadélfia, 19 de maio de 1971) é um cineasta, roteirista e produtor de cinema estadunidense. Foi indicado ao Oscar de melhor filme na edição de 2004 pela realização da obra Lost in Translation e na edição de 2002 por In the Bedroom.